# Palaiochóri (ort i Grekland, Joniska öarna)
Palaiochóri (Palaiochori) är en ort i Grekland.   Den ligger i prefekturen Nomós Kerkýras och regionen Joniska öarna, i den västra delen av landet, 400 km väster om huvudstaden Aten. Palaiochóri ligger 68 meter över havet och antalet invånare är 459. Den ligger på ön Korfu.
Terrängen runt Palaiochóri är platt. Havet är nära Palaiochóri åt sydost.  Närmaste större samhälle är Lefkímmi, 3,8 km norr om Palaiochóri. 